# Tour Alesta

## Repertorio
1. "Balans"
2. "I Did It, Mama!"
3. "We Wanna"
4. "Kiss Me Goodbye"
5. "Give Me Your Everything"
6. "1.000.000"
7. "Écoute"
8. "Boom Pow"
9. "La Fuega"
10. "9 Lives"

Encore
1. "Mr. Saxobeat"
2. "Get Back (ASAP)"